# بوالحسن (ایلام)
بوالحسن روستاییست کوچک در دهستان ارکوازی بخش چوار شهرستان ایلام.